# Alberto Uria
Alberto Uria Fernandes (Montevideo, 11 luglio 1924 – Montevideo, 4 dicembre 1988) è stato un pilota automobilistico uruguaiano.
Partecipò al Gran Premio d'Argentina 1955 al volante di una Maserati non terminando la gara.
L'anno successivo, nello stesso Gran Premio chiuse la corsa al 6º posto assieme al connazionale Óscar González.

## Risultati in Formula 1
| 1955 | Scuderia       | Vettura        |     |  |  |  |  |  |  |  |  | Punti | Pos. |
| ---- | -------------- | -------------- | --- |  |  |  |  |  |  |  |  | ----- | ---- |
| 1955 | Pilota privato | Maserati A6GCM | Rit |  |  |  |  |  |  |  |  | 0     |      |

| 1956 | Scuderia       | Vettura        |   |  |  |  |  |  |  |  |  | Punti | Pos. |
| ---- | -------------- | -------------- | - |  |  |  |  |  |  |  |  | ----- | ---- |
| 1956 | Pilota privato | Maserati A6GCM | 6 |  |  |  |  |  |  |  |  | 0     |      |

| Legenda | 1º posto     | 2º posto | 3º posto    | A punti         | Senza punti/Non class.  | Grassetto – Pole position Corsivo – Giro più veloce |
| Legenda | Squalificato | Ritirato | Non partito | Non qualificato | Solo prove/Terzo pilota | Grassetto – Pole position Corsivo – Giro più veloce |